# Энклитика

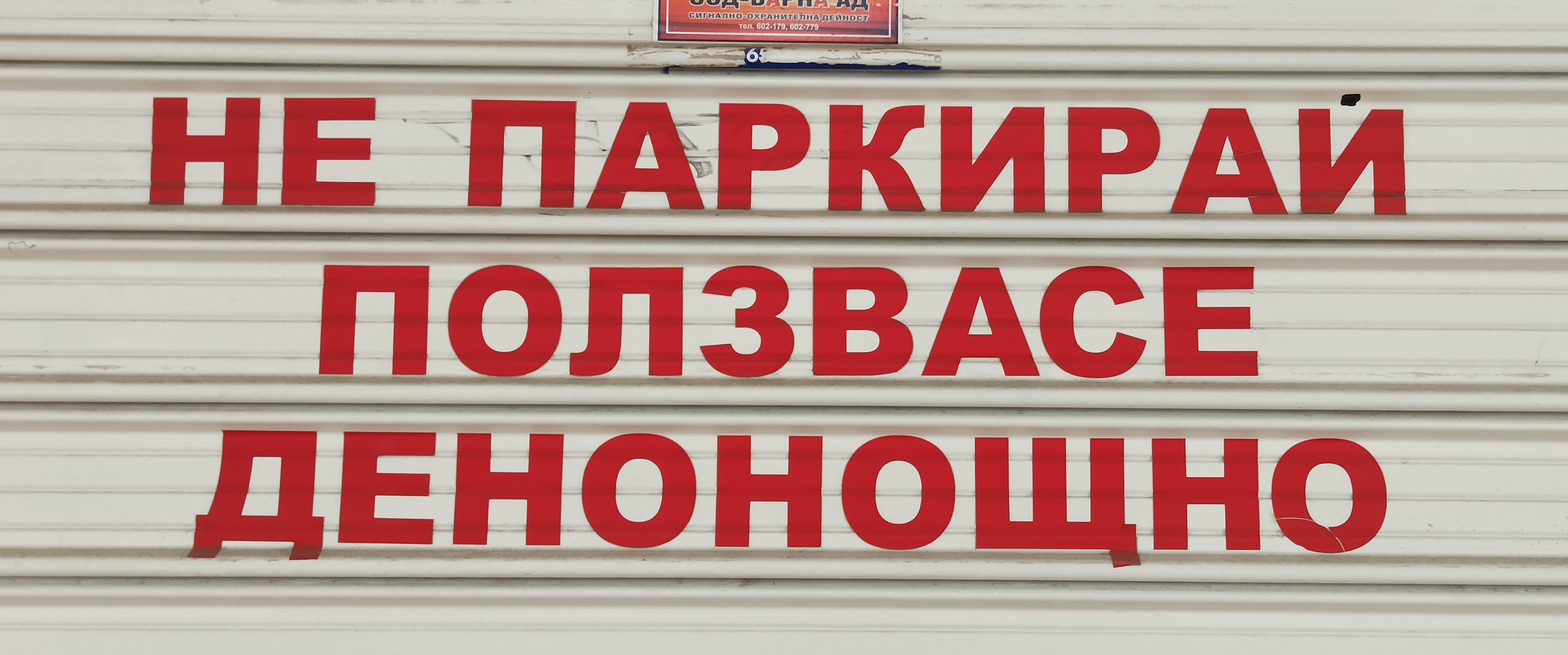
Слитное написание энклитики „се“ с опорным словом в болгарском тексте

Энкли́тика (от др.-греч. ἐγκλιτικός из др.-греч. ἐγκλίνω — «склоняюсь») — разновидность клитики; слово, входящее в одну тактовую группу (=фонетическое слово) с предыдущей словоформой. Под тактовой группой здесь понимается группа слов, произносимая как одно слово и обладающая одним ударением. Примеры тактовых групп с энклитиками: но кто́ же, а хорошо́ ли, да че́м бы. Же, ли, бы — энклитики.
В русском языке просодическая несамостоятельность выражается отсутствием ударения. Пример: подойди́-ка, сказа́л бы, како́й-то.
Энклитика не во всех языках обязана быть безударной. В древнерусском ударение могло ставиться на энклитику (для так называемых «плюсовых энклитик»), если не перехватывалось предыдущим составом тактовой группы. Если пользоваться известными правилами, можно заключить, что «Слово о полку Игореве» начинается с тактовой группы «Не_лѣпо_ли́_ны», где ударение стоит на энклитике ли. Другие примеры: старые ударения в или́, ибо́, образовавшихся из и ли, и бо.
В других языках просодическое единство может выражаться иначе. В финском языке наблюдается гармония гласных. Пример: koira=ko «собака ли?», ystävä=kö «друг ли?».